# Néprilysine
La néprilysine (ou antigène Calla pour « common acute lymphoblastic leukemia antigen », ou CD10 ou endopeptidase neutre) est une enzyme métalloprotéase dépendante du zinc. Cette molécule est utilisée comme marqueur de plusieurs cancers. Son gène est le MME (de l'anglais : « membrane metallo-endopeptidase ») situé sur le chromosome 3 humain.
Elle est inhibée par le sacubitril, un médicament commercialisé en association avec le valsartan dans le traitement de l'insuffisance cardiaque, ainsi que par l’omapatrilate.

## Structure
Il s'agit d'une enzyme membranaire mais une forme soluble (libre) existe. Elle est exprimée dans tous les organes. Elle peut être relarguée par l'endothélium vasculaire par exosomes, régulée par l'ADAM 17.

## Effets
L’inhibition de la néprilysine potentialise l'action de la bradykinine chez les patients traités par un inhibiteur de l'enzyme de conversion, entraînant une vasodilatation accrue des artères. Cette dernière peut également être provoquée par une potentialisation de l'adrénomédulline provoquée par l'inhibition de la néprilysine.
Son blocage augmente également, chez un modèle animal, la sécrétion du facteur natriurétique cérébral (BNP) et du facteur natriurétique auriculaire, entraînant une augmentation de la diurèse. En contrepartie, les facteurs natriurétiques inhibent la néprilysine.
Elle hydrolyse les endothélines, les inactivant, en particulier dans leurs propriétés vasoconstrictrices.
Elle intervient dans la régulation des cellules souches.
Au niveau cérébral, elle dégrade les chaînes bêta-amyloïdes ce qui en fait une piste pour le traitement de la maladie d'Alzheimer.

## En médecine
Le taux de néprilysine circulante semble être un marqueur de gravité chez les patients en insuffisance cardiaque.
Elle est inhibée par le sacubitril, maintenant recommandé en Europe dans l'insuffisance cardiaque en 3ème ligne de traitement en association avec le valsartan.
Son inhibition semble également protectrice des néphrons chez le patient diabétique.
Lors d'une maladie d'Alzheimer, l'expression de la néprilysine est réduite dans certaines zones du cerveau et certains variants du gène augmente la susceptibilité à cette maladie. Ces données font que les médicaments testés comme inhibiteurs de la néprilysine pourraient avoir un effet indésirable sur la fonction cognitive s'ils passent la barrière hémato-encéphalique, ce qui ne semble pas être le cas.